# (3001) Michelangelo
(3001) Michelangelo es un asteroide perteneciente al cinturón de asteroides descubierto por Edward L. G. Bowell desde la Estación Anderson Mesa, en Flagstaff, Estados Unidos, el 24 de enero de 1982.

## Designación y nombre
Michelangelo fue designado al principio como 1982 BC1.
Más tarde, en 1985, se nombró en honor del artista italiano Miguel Ángel (1475-1564).

## Características orbitales
Michelangelo orbita a una distancia media de 2,357 ua del Sol, pudiendo acercarse hasta 2,192 ua y alejarse hasta 2,521 ua. Tiene una excentricidad de 0,06979 y una inclinación orbital de 18,35 grados. Emplea en completar una órbita alrededor del Sol 1321 días.

## Características físicas
La magnitud absoluta de Michelangelo es 12.